# Zsuzsanna Vörös
Zsuzsanna Vörös, född den 4 maj 1977 i Székesfehérvár, Ungern, är en ungersk idrottare inom modern femkamp.
Hon tog OS-guld i damernas moderna femkamp i samband med de olympiska tävlingarna i modern femkamp 2004 i Aten.